# یواس‌اس رادیانت (ای‌ام‌سی-۹۹)
یواس‌اس رادیانت (ای‌ام‌سی-۹۹) (به انگلیسی: USS Radiant (AMc-99)) یک کشتی بود که طول آن ۹۷ فوت ۰ اینچ (۲۹٫۵۷ متر) بود. این کشتی در سال ۱۹۴۱ ساخته شد.